# Janick Gers
Janick Robert Gers (Hartlepool, Engleska 27. siječnja 1957.) britanski je gitarist i jedan od triju gitarista heavy metal- sastava Iron Maiden.
Pridružio se grupi 1990., nakon odlaska Adriana Smitha. Prije nego što je svirao u sastavu Iana Gillana bio je vodeći gitarist skupine White Spirit, koja je 1980. objavila istoimeni album. Godine 1985. priključuje se bivšim članovima Iron Maidena, vokalu Paulu Di'Annou te bubnjaru Cliveu Burru, u sastavu Gogmagog; zajedno snimaju EP pod imenom I Will Be There.
Godine 1990. Janick snima gitarske dionice na prvom samostalnom albumu vokala Iron Maidena Brucea Dickinsona, a nakon toga ga Bruce poziva da zamijeni Adriana Smitha u Iron Maidenu. Poznat je po izvedbama tijekom kojih baca i vrti gitaru.
Janick već dugo svira na Fender Stratocasteru, klasičnom crno-bijelom ili bijelom s vratom od palisandrovine; danas se služi ugrađenim magnetima Seymour Duncan JB, a prije se služio Hot Railsom.
Kao njegove kolege u sastavu služi se Marshallovim pojačalima JMP-1 i 9200. Obožavatelj je nogometa i navija za Hartlepool United.